# Heinrich von Hessert
Heinrich Hessert, ab 1899 Ritter von Hessert, (* 19. April 1833 in Landau in der Pfalz; † 16. November 1907 in Zweibrücken) war ein bayerischer Richter und Abgeordneter.
Hessert studierte Rechtswissenschaft an der Julius-Maximilians-Universität Würzburg. 1852 wurde er im Corps Rhenania Würzburg aktiv. Von elf  Füchsen wurde er als einziger recipiert. Nach den Examen trat er in Bayerns Rechtspflege. 1898 wurde er Präsident des  Oberlandesgerichts Zweibrücken und 1899 erhielt er das Ritterkreuz des Verdienstordens der Bayerischen Krone.
Er wurde auf Lebenszeit zum Reichsrat ernannt.